# Mike Pilavachi

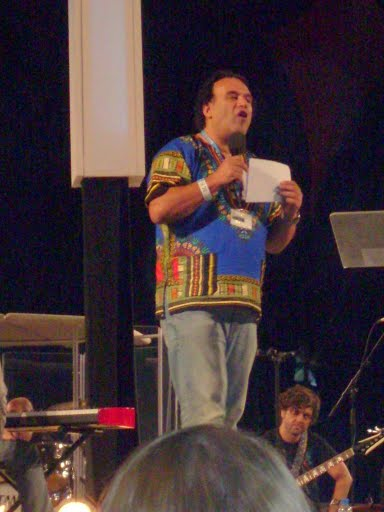
Mike Pilavachi spreekt in 2009 tijdens een bijeenkomst van Soul Survivor

Mike Pilavachi (7 maart 1958) is een Britse evangelist. Pilavachi is samen met Matt Redman een van de oprichters van Soul Survivor, een internationale christelijke jongerenorganisatie. Hij gaf talrijke preken en lezingen, voor vaak groot publiek, en schreef een aantal boeken. Daarnaast is hij mede-oprichter van de kerk Soul Survivor, gevestigd in Watford, Groot-Brittannië. In april 2023 legde Pilavachi zijn functie als voorganger neer vanwege nieuws over misbruik en seksueel overschrijdend gedrag jegens jongemannen, onder wie Redman.

## Biografie
Pilavachi heeft een niet-christelijke achtergrond. Zijn ouders emigreerden van Cyprus naar Groot-Brittannië. Op zijn 17e werd hij christen. Hij heeft onder andere acht jaar gewerkt als accountant, nadat hij op de universiteit een academische graad haalde. In 1987 werd hij jeugdwerker voor de St. Andrews church in Chorleywood. In 1989 begon hij in Watford met de Soul Survivor-church, speciaal gericht op jonge mensen. Vandaar uit ontstond de visie voor een festival onder dezelfde naam. Het eerste Soul-Survivorfestival vond plaats in 1993. Hier kwamen 2000 jongeren op af. Van hieruit is de Soul-Survivororganisatie ontstaan, die inmiddels vestigingen heeft in Nederland, Maleisië, de Verenigde Staten, Canada en Australië.
Pilavachi spreekt veel op festivals in de verschillende landen, waaronder Nederland, en gebruikt daarbij veel humor. In zijn boeken ligt de nadruk op het nastreven van sociale gerechtigheid.
In mei 2018 maakte Pilavachi bekend dat zijn organisatie per 2019 stopt met de de jaarlijkse Soul-Survivorconferentie, die intussen twintigduizend bezoekers trok. Volgens Pilavachi was er geen financiële noodzaak om te stoppen, maar dat hij ruimte voor anderen wilde maken: "Vanaf het begin van Soul Survivor hebben we altijd gezegd dat we zouden stoppen als God zei dat we moesten stoppen. We geloven dat die tijd gekomen is."
Pilavachi trad in april 2023 af als voorganger bij Soul Survivor in Watford, vanwege een onderzoek dat werd ingesteld naar hem betreffende seksueel grensoverschrijdend gedrag jegens jongemannen. In april 2024 stelde een van zijn belangrijkste voormalige pupillen, Matt Redman, in een documentaire dat het om meer dan honderd gevallen ging en dat hij zelf ook slachtoffer was.